# 薩弼
薩弼（？—1655年），滿洲愛新覺羅氏。清太祖努爾哈赤曾孫、廣略貝勒褚英之孫、安平貝勒杜度第七子。
崇德七年（1642年），其長兄杜爾祜得罪，薩弼從坐，被廢黜宗室資格。
順治元年（1644年），薩弼跟從多爾袞入山海關，大破李自成的軍隊有功。順治二年（1645年），以軍功恢復宗室資格，被封為輔國公。順治三年（1646年），跟從勒克德渾南征，侵略荊州，屢破敵軍。凱旋時，賜金五十、銀千。順治六年（1649年），跟從大軍攻擊叛將姜瓖，戰於朔州，打敗姜瓖部將姜之芬、孫乾、高奎等，移師攻打寧武，姜瓖部將劉偉等出降，進封為貝子。順治十二年（1655年）逝世，賜予謚號「懷愍」。其子固鼐，襲爵為鎮國公，謚號為「悼愍」。子孫遞降，以鎮國將軍世襲。